# Савка Ристић
Савка Ристић (Смедерево, 27. 02. 1894. – Ваљево, 17. 09. 1986) била је прва апотекарка у Љигу. Њена кућа са првом апотеком у Љигу данас је под заштитом државе као споменик културе.

## Порекло
Родослов Савкине мајке Зорке је занимљив. Отац јој је био Коца Терзић (1813—1871) – палилулски кмет, а мајка Драга Терзић (1840—1903). Поред Зорке имали су синове Тодора-Тошу који се бавио њиховим имањем у Београду и Светислава-Свету (1866—1928) који је студирао ветерину у Бечу и оженио се Александром Лујановић (1878—1957), ћерком нашег почасног конзула у Варшави и свастиком Николе Спасића – једног од највећих српских задужбинара (преко друге жене Наке). Управо је Александра утицала на опредељење Савке Ристић за фармацију и апотекарство.

## Каријера
Савка Ристић дипломирала је фармацију на Загребачком свеучилишту 1923. године. Након кратког радног стажа у Београду, добија концесију за отварање апотеке у Љигу, тада младој вароши у унутрашњости где долази 1927. Мало касније долазе и њена мајка Зорка и сестра Драга.
Апотеку најпре отвара у кућу Десимира Сајић (улица Милорада Драшковића, данас Хаџи Ђерина). Касније, 1937. године, Савка купује плац у Рулићевој улици бр. 29 (данас Војводе Мишића) где гради своју чувену кућу у коју смешта и своју апотеку 1939. године. Након Другог светског рата остаје да ради у апотеци која је национализована 1948. године са сестром Драгом до пензије 1956. године.
Савка је доживела дубоку старост. Умрла је у болници у Ваљеву 18. септембра 1986. године у својој 92. години живота и сахрањена је у Београду. Није се удавала. Породична слава била јој је Никољдан (19. децембар).
Остала је упамћена код Љижана као велики педагог и васпитач. Утицала је на многу децу која су имала амбицију да се даље школују. Међу ђацима Савкине „животне и васпитне“ школе били су Михаило Рулић који је својевремено био судија Уставног суда и његов брат Божидар Рулић – чувени лекар.